# Михаил Матеев
Михаил Петров Матеев е български офицер, генерал-майор.

## Биография
Михаил Матеев е роден на 12 юли 1898 в Сулина, Румъния. През 1919 година завършва Военното училище в София. Служи в 73-ти пехотен полк, 37-и пехотен полк и 4-ти пехотен полк. На 30 януари 1923 г. е произведен в чин поручик. През 1926 г. е назначен на служба в Инженерната инспекция, на 15 юни 1928 г. е произведен в чин капитан, а от 1930 г. е началник на секция в ШВВ. През 1932 г. е назначен за командир на 2-ро бомбардировъчно ято, по-късно е назначен за командир на ято от смесен орляк, след което е началник на гражданската въздушна служба. През 1933 г. е назначен за началник на цивилната въздухоплавателна служба. На 6 май 1935 г. е произведен в чин майор и по-късно същата година в уволнен за антимонархическа дейност.
На 14 септември 1944 година е назначен за началник на военната канцелария на Регентството. От 19 септември е член на българската делегация, преговаряща за военно сътрудничество с партизаните на Тито. Командир е на Петнадесета пехотна охридска дивизия към Регентството от 1944 до 1945. От 1945 година е военен представител на България в Белград и Будапеща. Уволнен 1946 година. Умира през 1947 г. в София.

## Военни звания
- Подпоручик (1919)
- Поручик (30 януари 1923)
- Капитан (15 юни 1928)
- Майор (6 май 1935)
- Полковник (1944)
- Генерал-майор (1945)